# Bastro
I Bastro sono stati un gruppo post hardcore punk statunitense attivo tra il 1988 ed il 1993.
Il gruppo ha pubblicato un EP, due album per la Homestead Records ed un live postumo, prima di mutare nome in Gastr del Sol, gruppo dallo stile più vicino alla sperimentazione ed alla musica concreta. Fece da trampolino di lancio per le carrieri successive di David Grubbs e John McEntire.

## Storia del gruppo
Fu uno dei due gruppi, l'altro furono i Bitch Magnet, fondati dal chitarrista David Grubbs, membro degli Squirrel Bait assieme al bassista Clark Johnson. All'inizio nella formazione non c'era il batterista  e veniva utilizzata una drum machine. Il loro esordio, l'EP Rode Hard & Put Up Wet fu prodotto da Steve Albini. Successivamente si aggregò al gruppo John McEntire e Johnson fu poi rimpiazzato da Bundy K. Brown.
Il primo album Diablo Guapo uscito nel 1989 stilisticamehte è molto più vicino all'hardcore punk di Chicago rispetto al secondo, Sing the Troubled Beast del 1991, più melodico.

## Formazione
- David Grubbs - chitarra
- Clark Johnson - basso
- John McEntire -batteria
- Bundy K. Brown - basso

## Discografia

### Album in studio
- Diablo Guapo (LP/CD, Homestead Records, 1989)
- Sing the Troubled Beast (LP/CD, Homestead Records, 1991)
- Antlers: Live 1991 (CD, Blue Chopsticks Records, 2005)

### EP
- Rode Hard and Put Up Wet (EP, Homestead Records, 1988)